# オククルマムグラ
オククルマムグラ（奥車葎、学名：Galium trifloriforme）は、アカネ科アカネ亜科ヤエムグラ属の多年草。別名、チョウセンクルマムグラ。

## 特徴
茎は叢生し、直立または斜上し、高さは20-50cmになり、4稜があり、稜上に下向きの刺状毛が散生する。葉はふつう6個が輪生し、各輪が隔たって茎につく。葉身は長さ2.5-4cm、幅0.7-1cm、長楕円形で、先はやや円く中央脈の先のみが短くとがり、基部にはごく短い葉柄があり、縁に毛が生える。葉質はやわらかく、裏面中脈に下向きの刺状毛が散生する。これらの輪生する葉は、対生する本来の2個の葉と、残りの4個の、葉と同形の托葉となる。
花期は6-7月。茎先に1-3個の集散花序を出し、数個から10数個の花をつける。花柄は太く、2-3回二又に分枝し、萼筒は半球形で分果の中間部分に相応する部分を除き長毛が生える。花冠は杯形で、径2-3mm、白色で先は4裂し、筒部はない。雄蕊は4個ある。子房は2室に分かれ、各室に1個の胚珠がある。花柱は2裂する。果実は径2-2.5mmで2個の分果からなり、各分果に1個の種子がある。分果には鉤状の毛が密生する。
同属のクルマムグラ G. japonicum に似るが、同種は乾燥すると黒色に変色し、クマリンの芳香がある。本種は乾燥しても黒色にはならず、緑色を保つか褐色になる。

## 分布と生育環境
日本では南千島、北海道、本州、四国、九州に分布し、深山の林中の湿った場所に生育する。世界では、朝鮮半島、中国大陸（北部、東北部）、サハリンに分布する。

## 名前の由来
和名オククルマムグラは「奥車葎」の意で、奥地に多く、輪生する葉の様子を「車」に見立てたもの。植物学者の奥山春季 (1935) による命名で、同属のクルマムグラ G. japonicum に対応する和名がつけられた。ムグラ（葎）は、草むら、藪の意味がある。
種小名（種形容語）trifloriforme は、「三花をつける形」の意味。

## ギャラリー

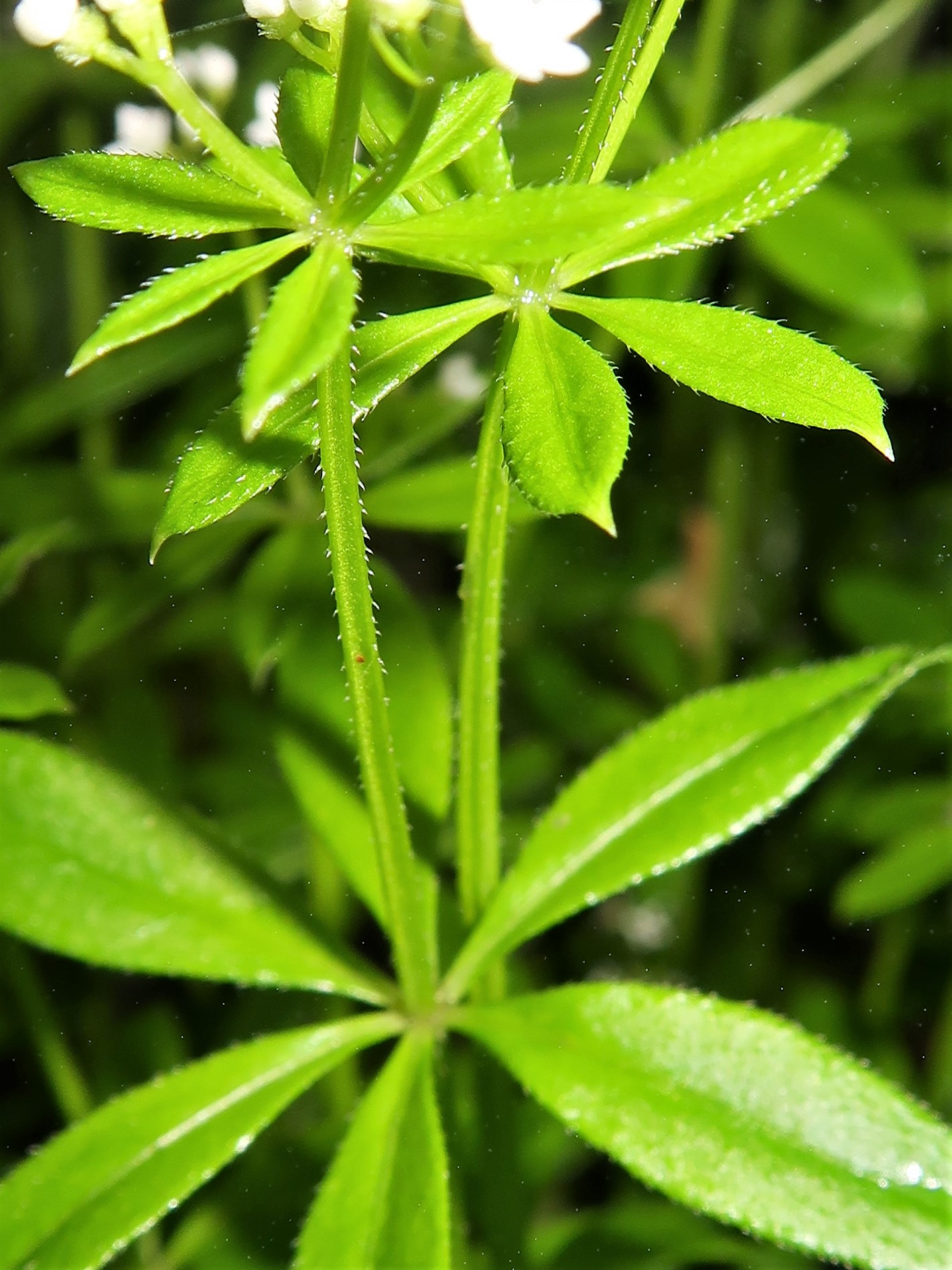
4稜ある茎の稜線上に下向きの刺状毛があり、葉の縁に毛が生える。
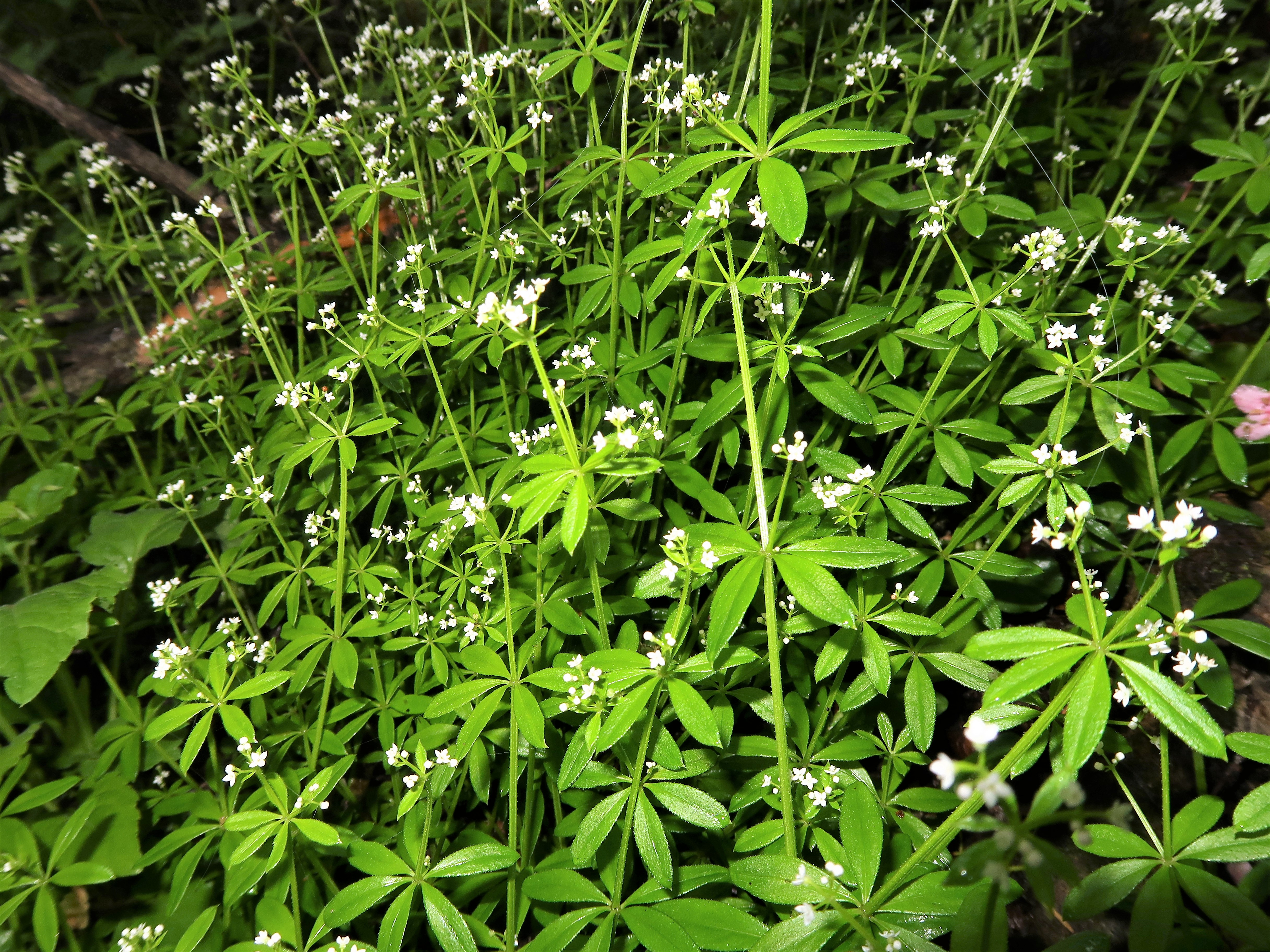
茎は叢生する。
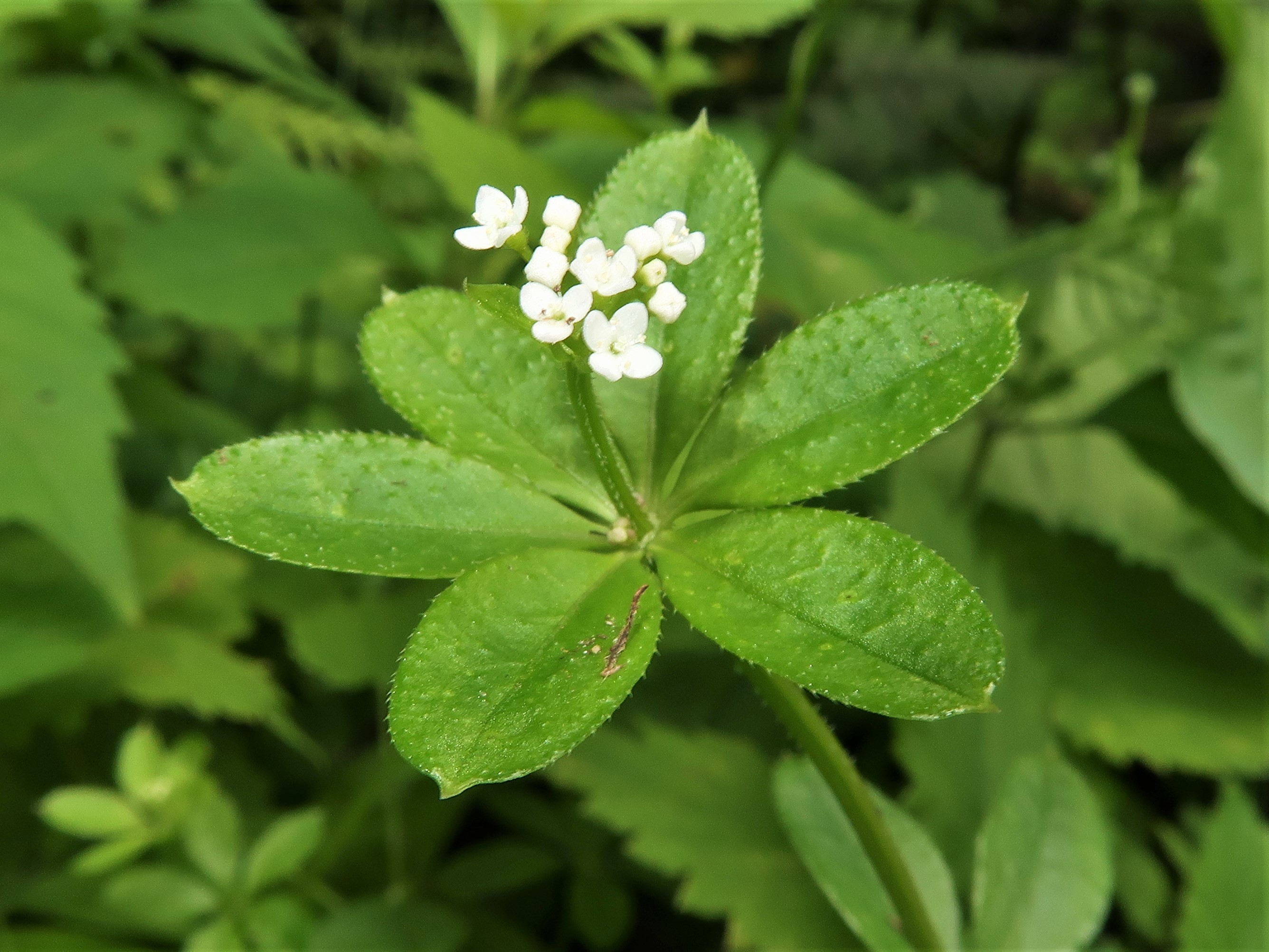
花冠は白色で、杯状に4裂する。
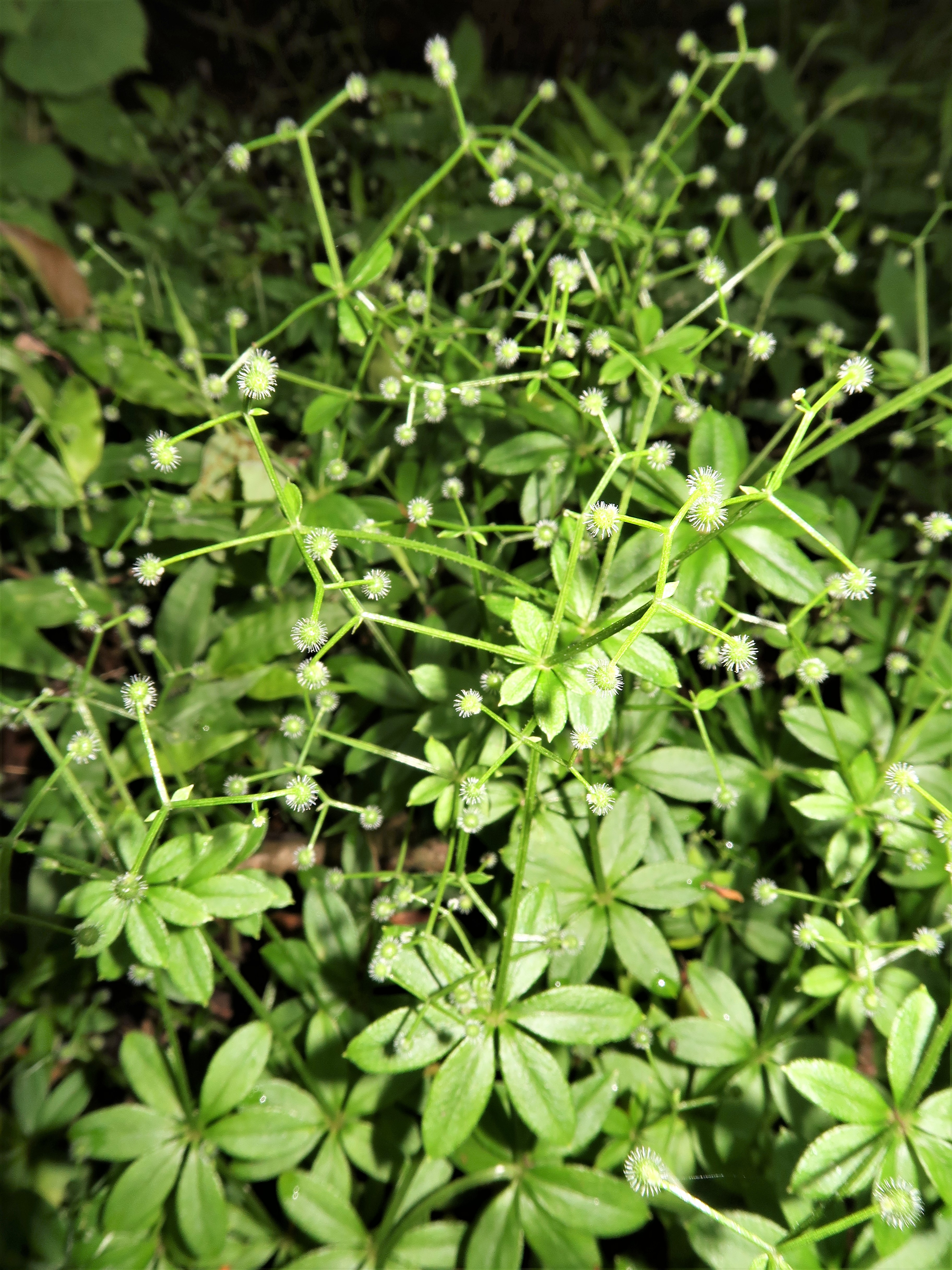
果柄は太く、分果には鉤状の毛が密生する。